# Bjarne Håkon Hanssen

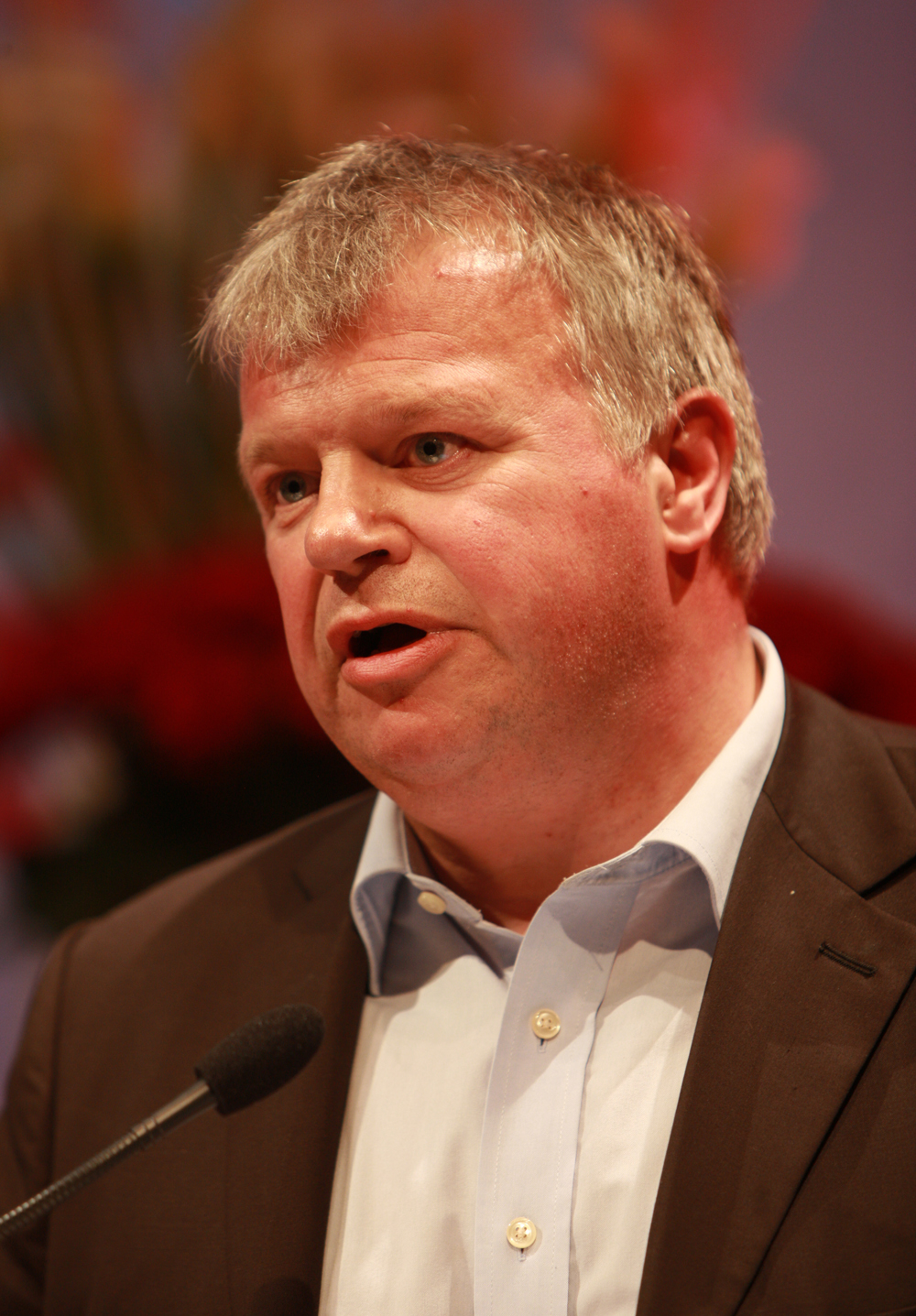
Bjarne Håkon Hanssen, 2009

Bjarne Håkon Hanssen (* 1. November 1962 in Namsos) ist ein norwegischer Politiker der sozialdemokratischen Arbeiderpartiet (Ap). Von 1997 bis 2009 war er Abgeordneter im Storting, von März 2000 bis Oktober 2001 der Landwirtschaftsminister, von Oktober 2005 bis Juni 2008 der Arbeitsminister und von Juni 2008 bis Oktober 2009 der Gesundheits- und Pflegeminister seines Landes.

## Leben
Hanssen besuchte bis 1981 die weiterführende Schule in Namsos. Bis 1985 besuchte er die Lehrerhochschule in Levanger (Levanger Lærerhøgskole). Während dieser Zeit war er auch in der Jugendorganisation Arbeidernes Ungdomsfylking (AUF) engagiert. So stand er von 1980 bis 1982 der Parteijugend im damaligen Fylke Nord-Trøndelag vor. In den Jahren von 1983 bis 1997 gehörte Hanssen dem Fylkesting von Nord-Trøndelag an. Dabei fungierte er von 1991 bis 1995 als Fraktionsvorsitzender der Arbeiderpartiet-Fraktion. Im Jahr 1995 wählte man ihn zum Fylkesordfører. In dieser Position blieb er bis 1997. Von 1989 bis 1991 arbeitete er für die Kommune Fosnes.

### Stortingsabgeordneter und Minister
Hanssen zog bei der Parlamentswahl 1997 erstmals in das norwegische Nationalparlament Storting ein. Dort vertrat er den Wahlkreis Nord-Trøndelag und wurde zunächst Mitglied im Wirtschaftsausschuss. Dort verblieb es bis März 2000. Am 17. März 2000 wurde Hanssen zum Landwirtschaftsminister in der während der laufenden Legislaturperiode neu gebildeten Regierung Stoltenberg I ernannt. Als solcher blieb er bis zum Abtritt der Regierung am 19. Oktober 2001 im Amt.
Nachdem er als Regierungsmitglied sein Mandat im Storting hatte ruhen lassen müssen, kehrte er nach der Wahl 2001 in das Parlament zurück. Dort übernahm er den Posten als erster stellvertretender Vorsitzender im Sozialausschuss und wurde Mitglied im Fraktionsvorstand. Aus der Stortingswahl 2005 ging im Oktober 2005 die Regierung Stoltenberg II hervor. Am 17. Oktober 2005 wurde Hanssen unter Ministerpräsident Jens Stoltenberg zum Arbeits- und Sozialminister ernannt. Zum 1. Januar 2006 änderte sich seine Amtsbezeichnung zu „Minister für Arbeit und soziale Teilhabe“ (Arbeids- og inkluderingsminister). Am 20. Juni 2008 wechselte Hanssen in das Gesundheits- und Pflegeministerium, wo er die Position des Gesundheits- und Pflegeministers übernahm. In der Zeit vom 2. bis zum 20. Oktober 2009 fungierte er zudem als kommissarischer Minister für Arbeit und soziale Teilhabe. Am 20. Oktober 2009 schied er schließlich vollständig aus der Regierung aus.

### Rückzug aus der Politik
Sein Ende der Zeit als Minister kam im Rahmen einer Umbildung der Regierung von Jens Stoltenberg im Anschluss an die Parlamentswahl 2009. Im August 2008 hatte Hanssen bekannt gegeben, nicht erneut bei der Wahl um einen Sitz im Storting anzutreten. Er schied damit im Herbst 2009 auch aus dem Parlament aus, in der vorhergehenden Legislaturperiode war er als Regierungsmitglied von seinem Parteikollegen Arild Grande vertreten worden. Da Hanssen im Anschluss an seine Zeit als Minister im PR-Büro First House als Berater einsteigen wollte, stand er von verschiedenen Seiten in der Kritik. Vom dafür zuständigen Ausschuss (Karanteneutvalget) wurde ihm ein sechsmonatiges Tätigkeitsverbot für die Beratungsfirma auferlegt, erst danach begann er für First House zu arbeiten. Im Jahr 2016 kündigte er den Wechsel zum Beratungsbüro Kruse Larsen an.